# 大畠寛美
大畠寛美（だいばたけ　ひろみ、1992年1月22日- ）は、山口県で活躍するラジオパーソナリティー、ローカルタレントである。

## 略歴・人物
山口県田布施町出身。山口大学教育学部附属光中学校、山口県立光高等学校在学中からラジオパーソナリティー、ローカルタレントとして活動開始。岩国短期大学幼児教育科、山口学芸大学教育学部卒業。
趣味は、料理のレパートリーを増やすこと。2018年より活動休止中。

## 担当番組

### 現在
テレビ番組
- ぶ～ちパラダイス（シティーケーブル周南、2013年～）
- GO!GO!サタデー（山口朝日放送、2013年4月～）

ラジオ番組
- ネコニチーク（エフエム山口、土曜12:00 - 12:55。2015年3月～。）
- ハートフルリレー～LOVE in action 山口～（エフエム山口）
- フルーツ娘のおしゃべりカフェ（しゅうなんFM※｢りんご｣名義）

### 過去
ラジオ番組のみ
- 友ラジ（山口放送、パーソナリティ）
- nico2friday（エフエム山口）